# Eric Mossberger
Eric Gustaf Valdemar Mossberger (i riksdagen kallad Mossberger i Getinge), född 18 september 1905 i Getinge församling, Hallands län, död där 21 februari 1998 i Getinge församling, Hallands län, var en svensk ombudsman och politiker (socialdemokrat).

## Biografi
Mossberger var ledamot av riksdagens första kammare 1951–1970, invald i Kronobergs läns och Hallands läns valkrets. Han fortsatte som ledamot av den nya enkammarriksdagen från 1971. Bland riksdagsuppdragen märks ledamotskapet av Jordbruksutskottet från 1953 där han var vice ordförande från 1966.

## Fotnoter
1. 1 2 3 4 5 6  Tvåkammar-riksdagen 1867–1970, vol. 2, 1985, s. 392, Svenskt porträttarkiv: sj9PGLAlnmUAAAAAABfnrQ, läst: 13 april 2022.[källa från Wikidata]
2. 1 2 3 4  Sveriges dödbok 1815–2022, nionde utgåvan, Sveriges Släktforskarförbund, december 2023.[källa från Wikidata]
3. ↑  Riksdagens protokoll 1971:1, läs online, läst: 5 juli 2020.[källa från Wikidata]
4. ↑  Sveriges Dödbok 1860–2016, USB, Version 7.10, Sveriges Släktforskarförbund (2016).